# St. Georg (Frauenberg)

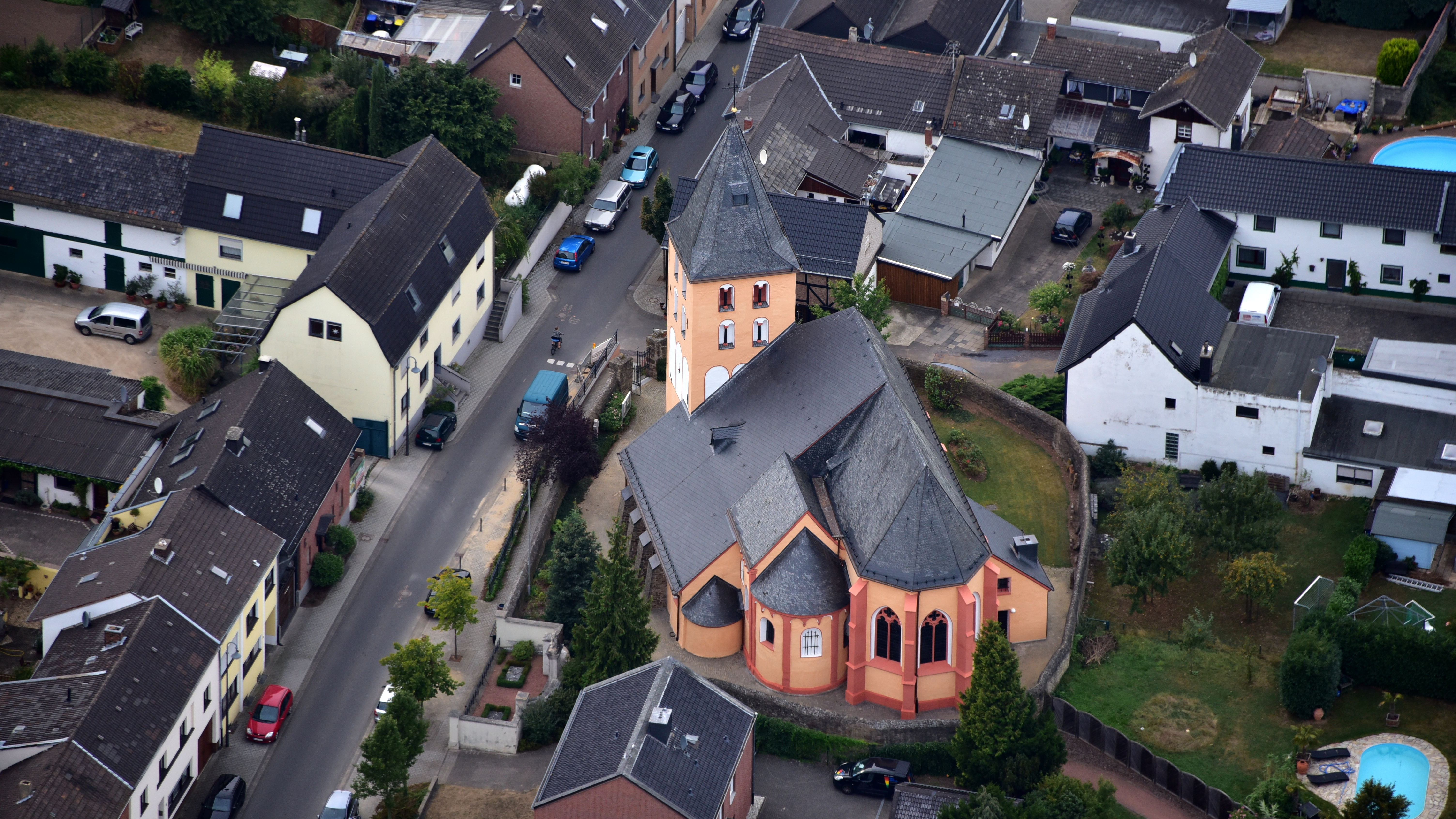
Pfarrkirche St. Georg (2016)

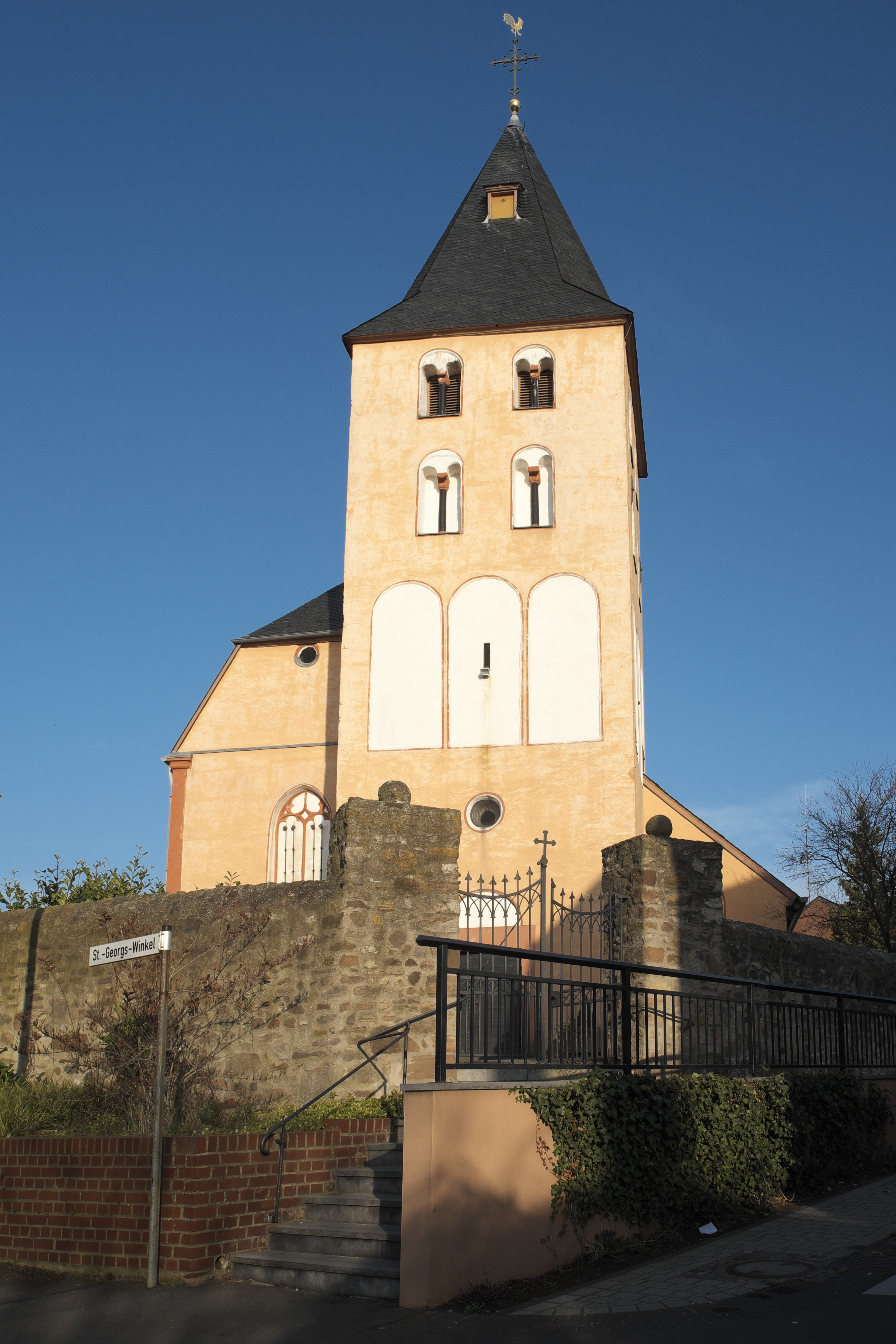
Glockenturm an der Westfassade

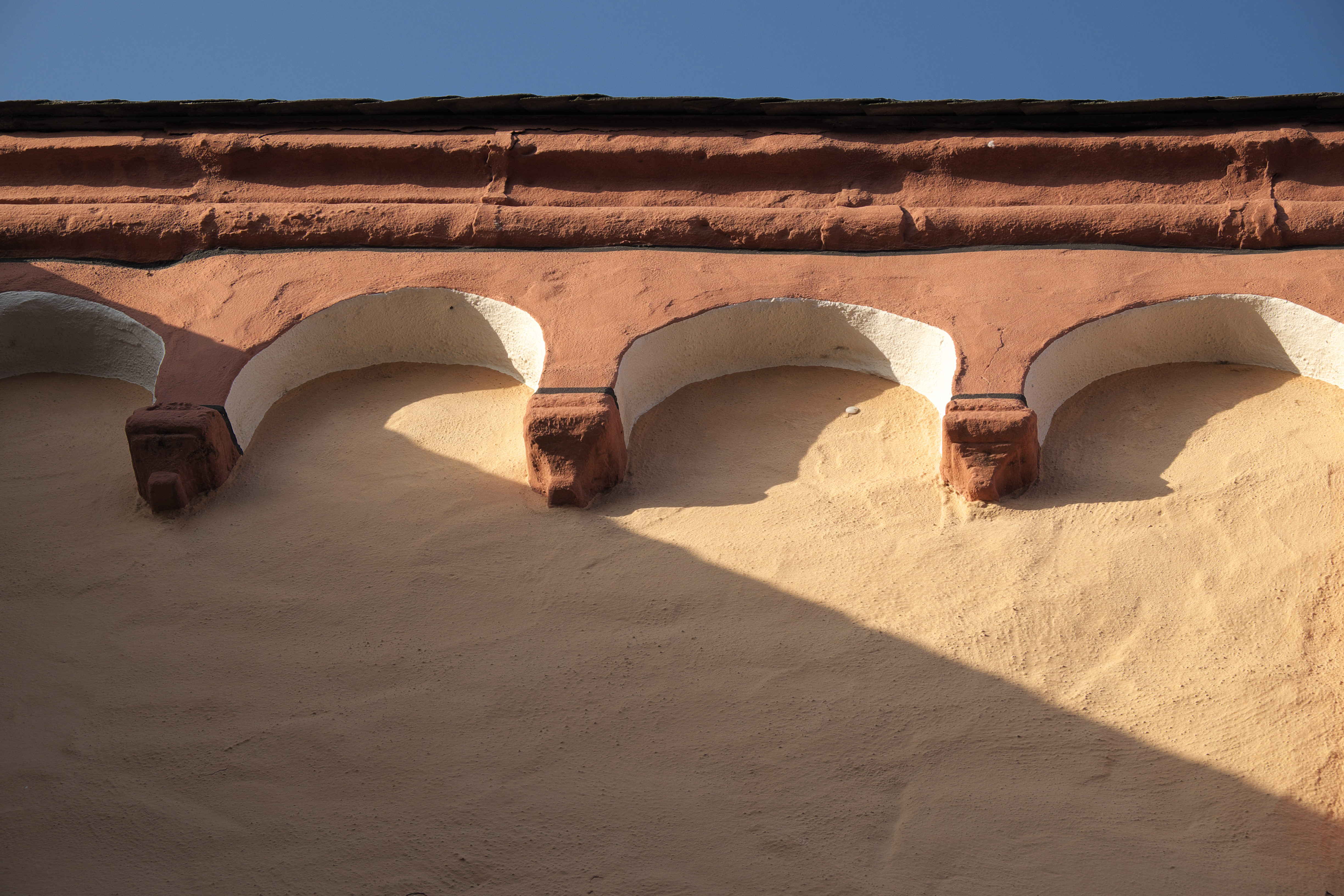
Blendarkaden

Die römisch-katholische Pfarrkirche St. Georg in Frauenberg, einem Stadtteil von Euskirchen im gleichnamigen Kreis in Nordrhein-Westfalen, geht in ihrem Ursprung auf das 10. Jahrhundert zurück. Im 15. Jahrhundert wurde sie im Stil der Gotik umgestaltet. In der Kirche haben sich spätgotische Wandmalereien erhalten. Bedeutendstes Ausstattungsstück ist ein Triptychon aus der Zeit um 1480.

## Geschichte
Die Kirche mit dem Patrozinium des heiligen Georg war zunächst eine zu Ehren Marias geweihte Wallfahrtskirche, worauf der ursprüngliche Name des Ortes Heilige Frau Maria auf dem Berche hinweist. 1067 wurde sie vom Kölner Erzbischof Anno II. dem Stift St. Georg in Köln übergeben und erhielt dessen Patrozinium.
Die ältesten Teile der Kirche, das Mittelschiff und die vier unteren Geschosse des Westturmes, entstanden im 10. Jahrhundert. Um 1100 wurde das südliche Seitenschiff mit halbrunder Apsis angefügt, um 1200 erfolgte der Anbau des nördlichen Seitenschiffes. In den Jahren 1220/30 wurde der Chor des Mittelschiffes mit seinem Kreuzrippengewölbe errichtet und der Turm um ein neues Glockengeschoss erhöht. Ende des 14. und im Lauf des 15. Jahrhunderts wurde das romanische nördliche Seitenschiff durch ein breiteres und höheres gotisches Seitenschiff und einen Chor mit Dreiachtelschluss ersetzt. Dieses ist heute das Hauptschiff.
Im Zweiten Weltkrieg erlitt die Kirche Beschädigungen. Von 1951 bis 1955 erfolgte eine Restaurierung, bei der die spätgotischen Wand- und Gewölbemalereien freigelegt wurden.

## Architektur

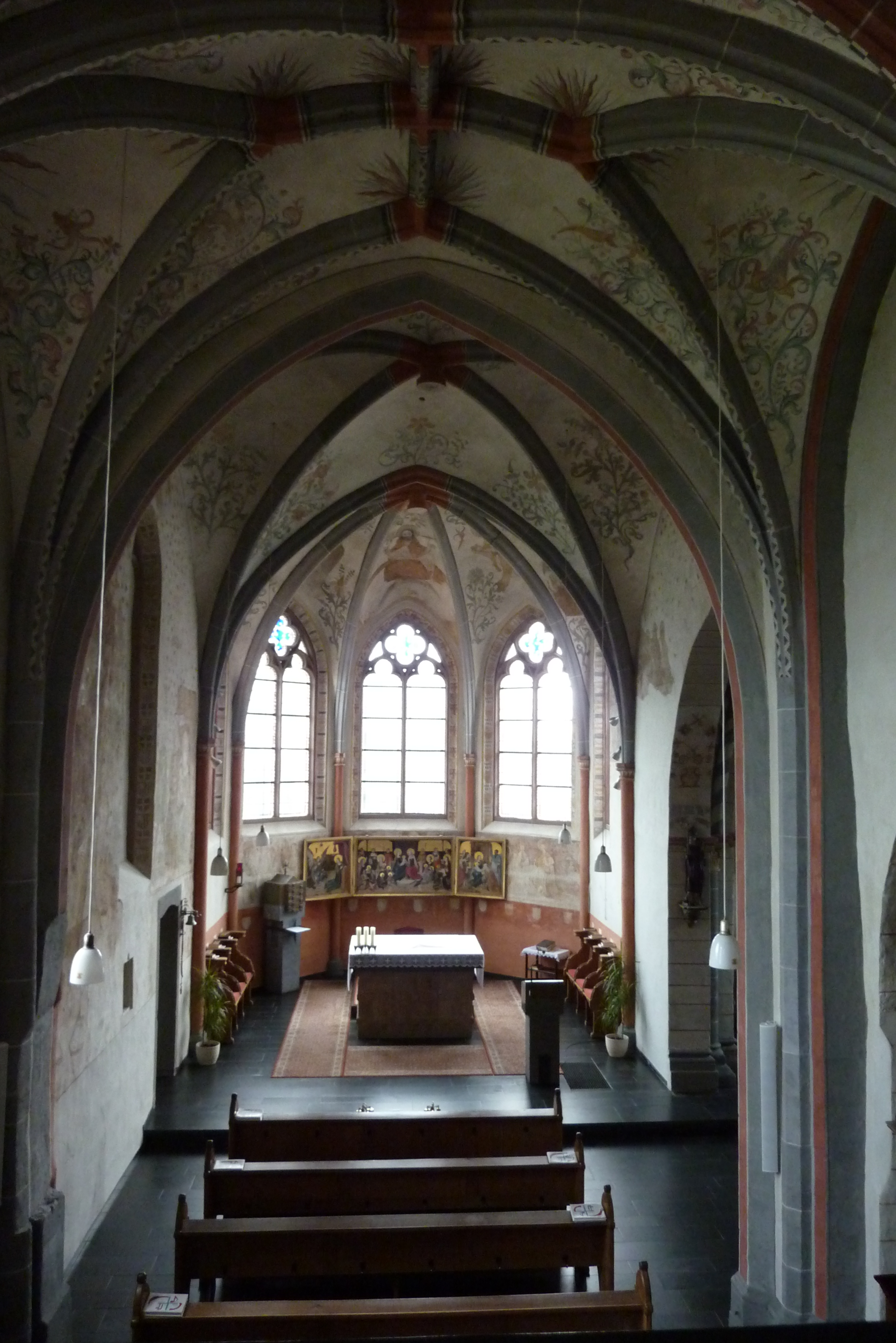
Innenraum

Die Kirche ist aus verputztem Bruchstein errichtet. Die ungewöhnliche, asymmetrische Form dieser Pseudobasilika spiegelt ihre Entstehungsgeschichte wider. Von den drei Schiffen ist das nördliche  Seitenschiff das jüngste, höchste und breiteste, das Mittelschiff das älteste und das Südseitenschiff das niedrigste und schmalste. Das mittlere Schiff hat eine halbrunde Apsis. In Verlängerung des Südseitschiffs liegt eine ebenfalls halbrund schließende Kapelle. Das gotische Nordschiff hat einen polygonale Chorschluss. Im Westen schließt sich an das Langhaus ein fünfgeschossiger Turm an.

## Wand- und Deckenmalereien
Die dekorativen Malereien an den Gewölben stellen einheimische Pflanzen und Blüten dar. Im Mittelschiff kann man Fragmente einer Darstellung der Vier Marschälle Gottes erkennen, die im Rheinland besonders verehrt wurden und auch als Kölner Marschälle bezeichnet werden. Eine ähnliche Darstellung findet man auch in der Pfarrkirche Kreuzauffindung in Elsig. Im Nordchor hat sich ein Fresko mit der Darstellung des Jüngsten Gerichtes erhalten, ebenso die gemalten Wappen der Stifter der Chorausmalung, die ehemaligen Besitzer von Schloss Bollheim in Oberelvenich.

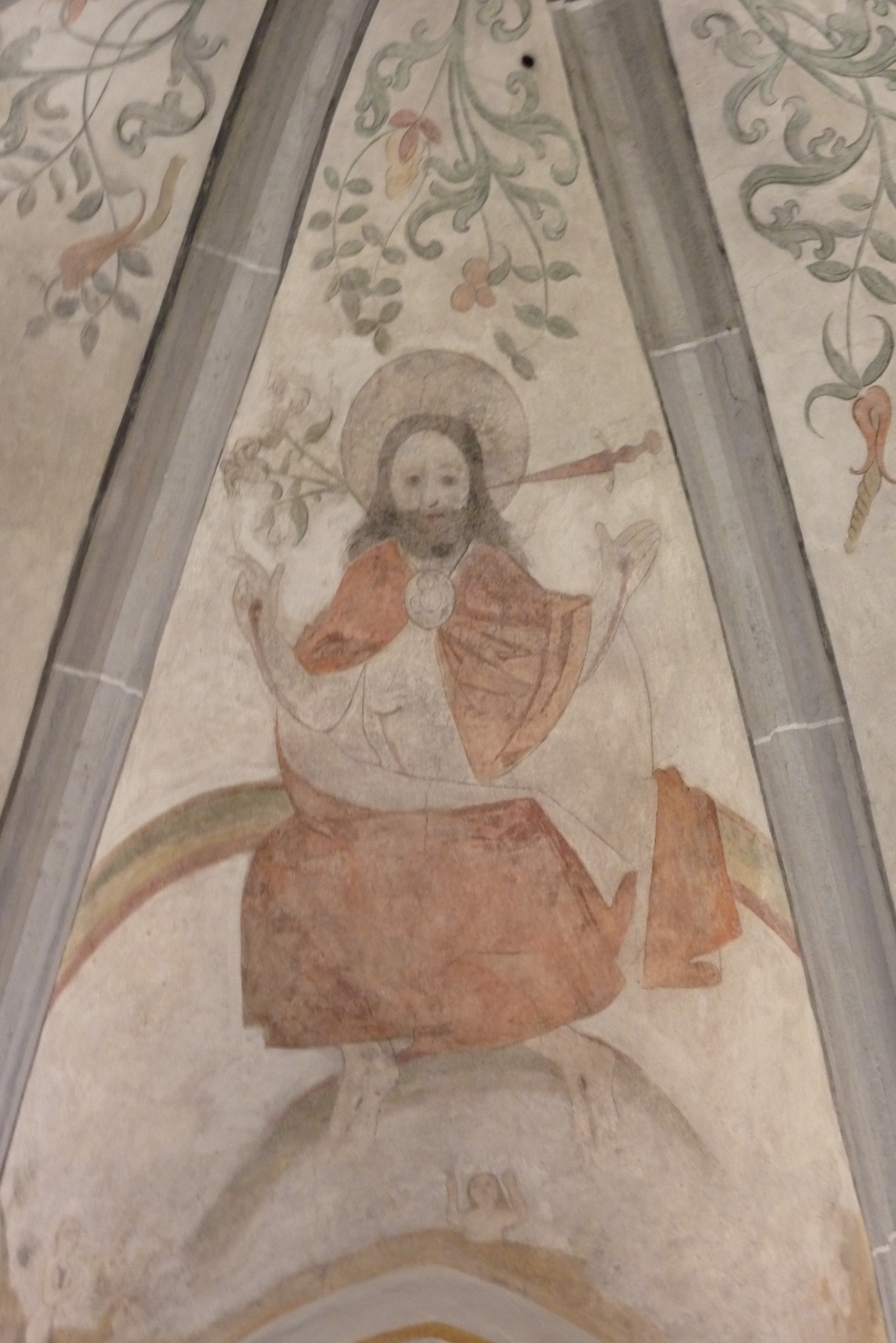
Christus als Weltenrichter
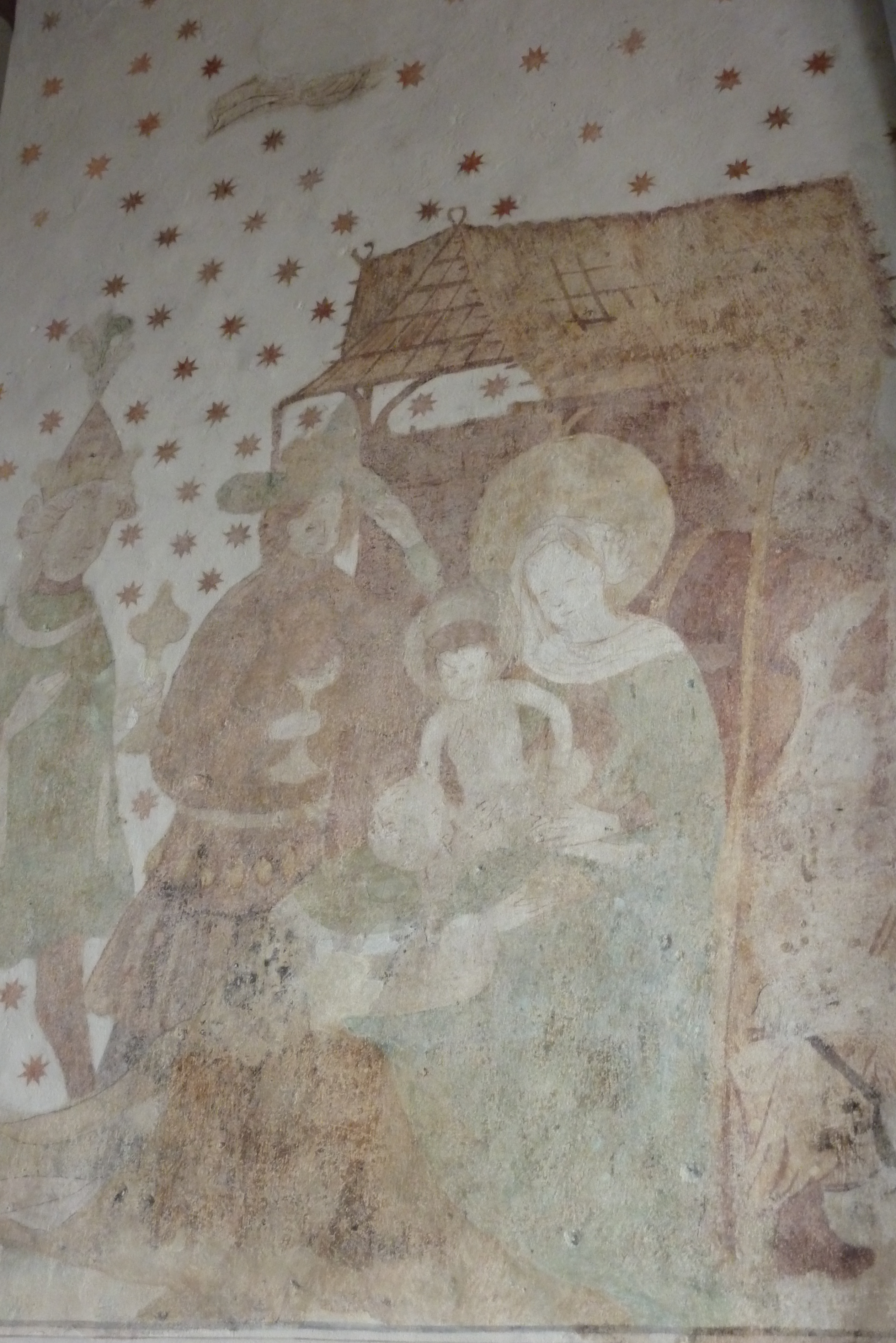
Anbetung der Heiligen Drei Könige
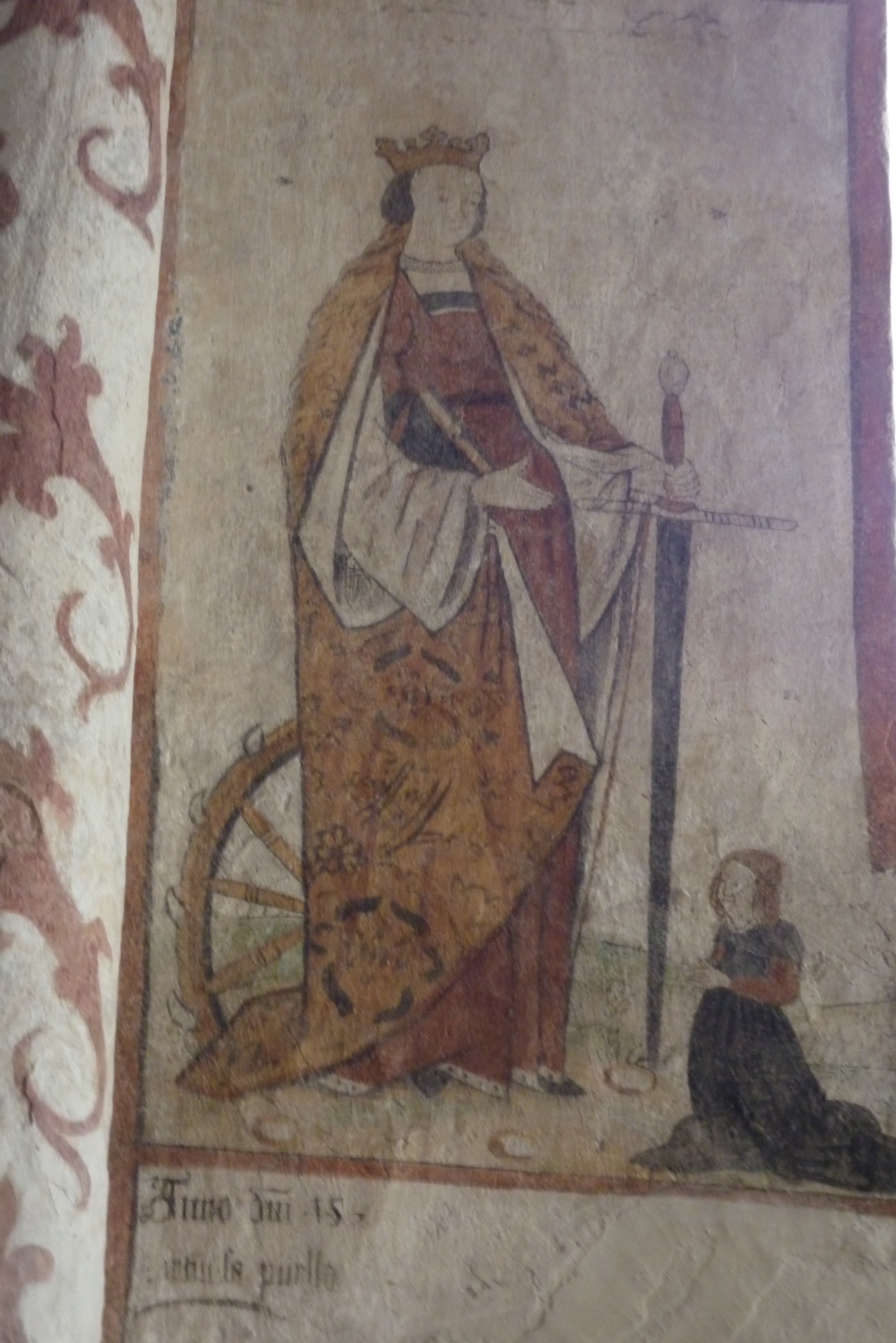
Heilige Katharina

## Bleiglasfenster
Die modernen Bleiglasfenster wurden 1965 in der Glasmalerei Oidtmann in Linnich nach Entwürfen von Paul Weigmann (1924–2009) hergestellt.

## Flügelaltar
Hinter dem Zelebrationsaltar befindet sich der gemalte Flügelaltar des Meisters der Ursulalegende der späten Kölner Malerschule. Er wird in die Zeit um 1480 datiert. Auf der Haupttafel wird die Heilige Sippe dargestellt, links Mariä Verkündigung, rechts die Heiligen Drei Könige. Die Stifter des Triptychons, Johann von Hompesch und seine Gemahlin Katharina von Geisbusch, sind mit ihren Familienwappen am unteren Bildrand vertreten.

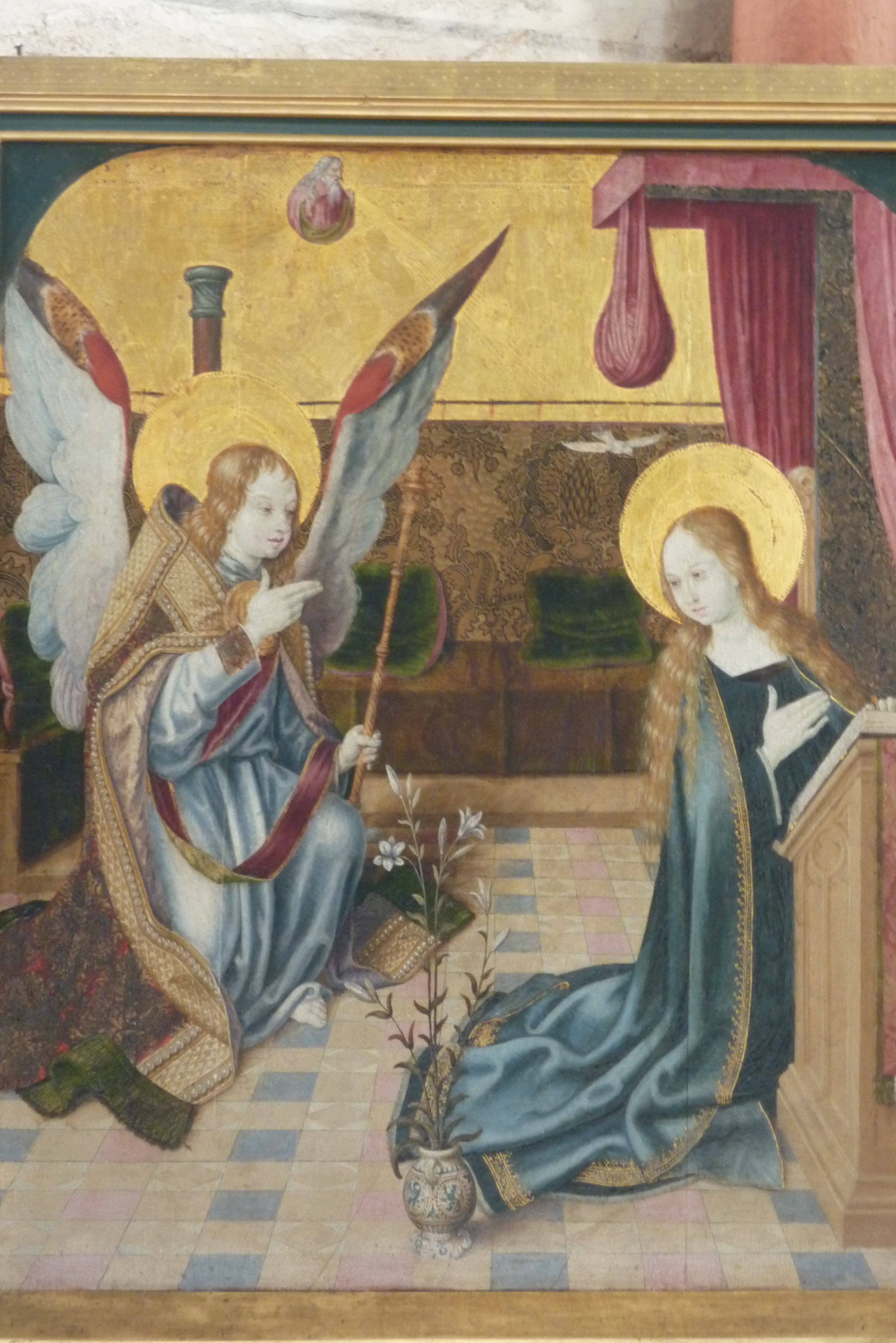
Verkündigung
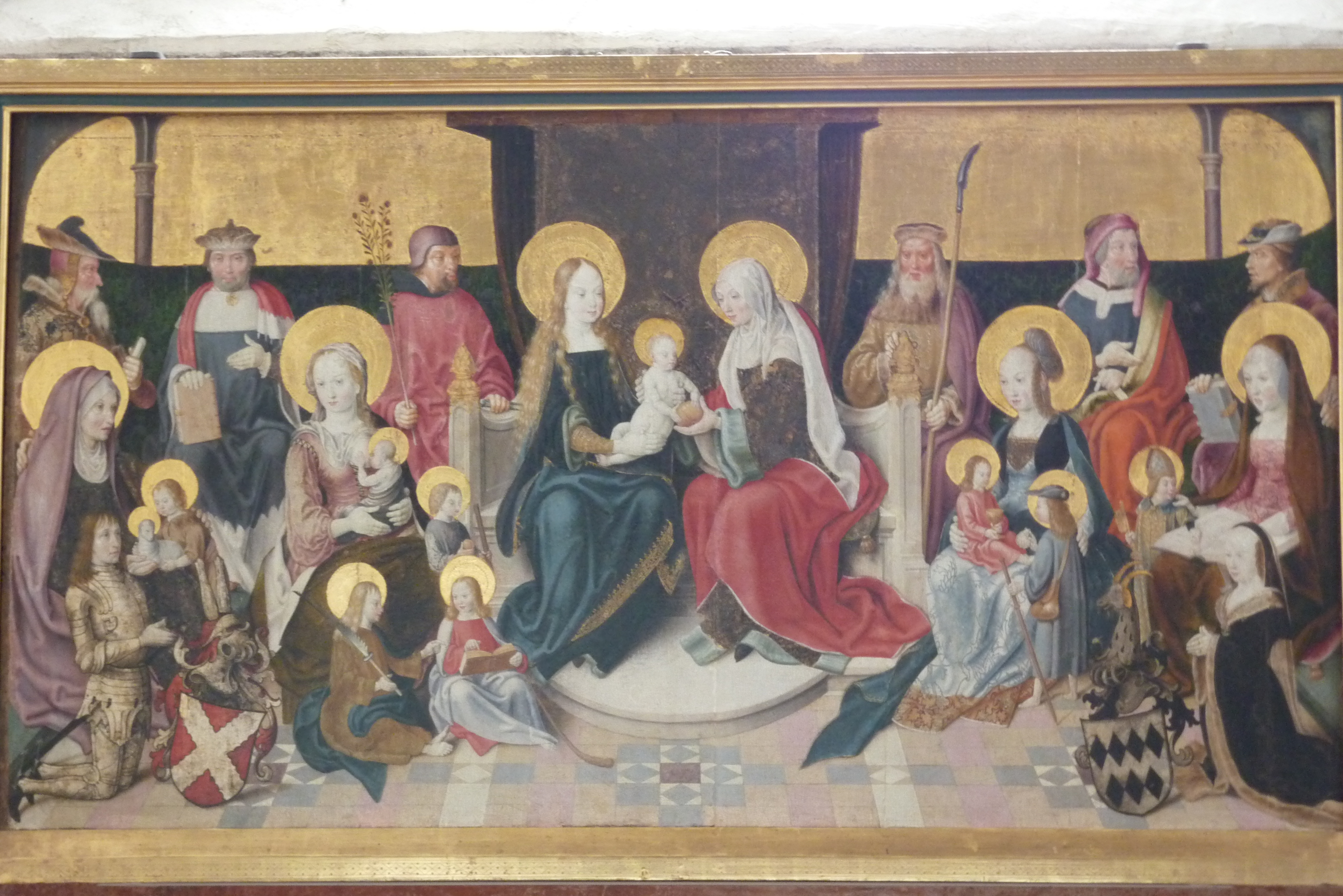
Heilige Sippe
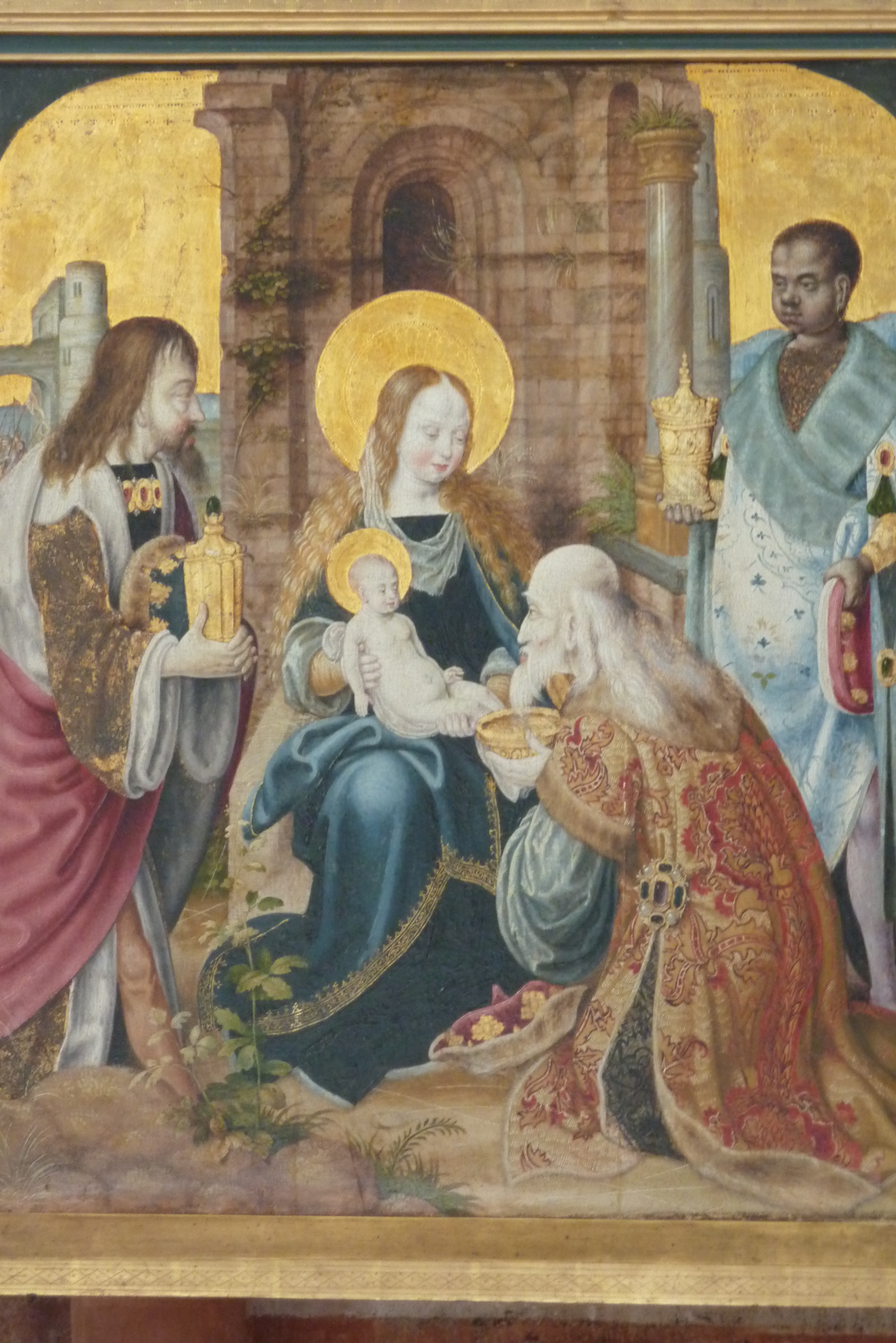
Anbetung der Heiligen Drei Könige

## Weitere Ausstattung

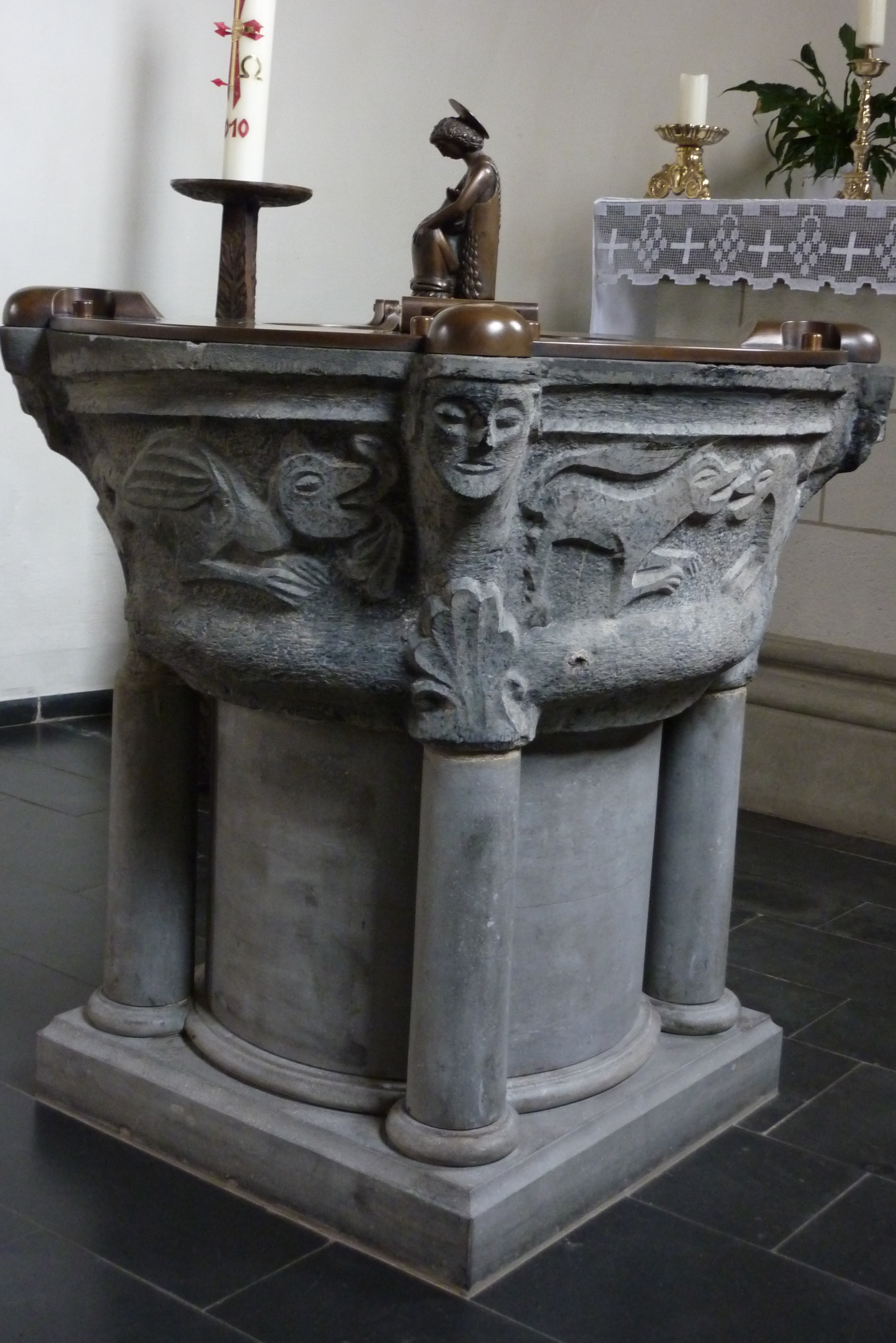
Romanisches Taufbecken

- Ältester Ausstattungsgegenstand ist ein romanisches Kruzifix. Es wurde um 1160 in Köln geschaffen und ist eine der seltenen Holzskulpturen, die in ihrer originalen Farbfassung erhalten sind.
- Das Taufbecken stammt aus dem 12. Jahrhundert und ist aus Namurer Blaustein gefertigt. Es ist mit Eckmasken und Reliefdarstellungen von Ungeheuern gestaltet.
- Die thronende Madonna stammt aus dem 14. Jahrhundert, die Holzskulptur des Bischofs Anno aus dem 15. Jahrhundert.

## Orgel
Die Orgel stammt aus der Werkstatt von Johann Heinrich Brinkmann, der sie 1843 in der Kirche aufstellte. Anfang des 20. Jahrhunderts, vor allem nach dem Ersten Weltkrieg, als die Prospektpfeifen zu Rüstungszwecken abgeliefert werden mussten, wurde sie mehrfach umdisponiert.

## Glocken
Im Turm hängt ein dreistimmiges Geläut. Die Glocken sind auf die Töne f ’+7 g’+4 b’+1 gestimmt.